# Episodi di L.A. Law - Avvocati a Los Angeles (quarta stagione)
La quarta stagione della serie televisiva L.A. Law - Avvocati a Los Angeles è stata trasmessa in anteprima negli Stati Uniti d'America dalla NBC tra il 2 novembre 1989 e il 17 maggio 1990.
| nº | Titolo originale                        | Titolo italiano | Prima TV USA     | Prima TV Italia |
| -- | --------------------------------------- | --------------- | ---------------- | --------------- |
| 1  | The Unsterile Cuckoo                    |                 | 2 novembre 1989  |                 |
| 2  | Captain Hurt                            |                 | 9 novembre 1989  |                 |
| 3  | When Irish Eyes Are Smiling             |                 | 16 novembre 1989 |                 |
| 4  | The Mouse That Soared                   |                 | 23 novembre 1989 |                 |
| 5  | One Rat, One Ranger                     |                 | 30 novembre 1989 |                 |
| 6  | Lie Down and Deliver                    |                 | 7 dicembre 1989  |                 |
| 7  | Placenta Claus Is Coming to Town        |                 | 14 dicembre 1989 |                 |
| 8  | The Good Human Bar                      |                 | 4 gennaio 1990   |                 |
| 9  | Noah's Bark                             |                 | 11 gennaio 1990  |                 |
| 10 | The Pay's Lousy, But the Tips Are Great |                 | 18 gennaio 1990  |                 |
| 11 | True Brit                               |                 | 25 gennaio 1990  |                 |
| 12 | On Your Honor                           |                 | 8 febbraio 1990  |                 |
| 13 | Whatever Happened to Hannah?            |                 | 15 febbraio 1990 |                 |
| 14 | Ex-Wives and Videotape                  |                 | 22 febbraio 1990 |                 |
| 15 | Blood, Sweat and Fears                  |                 | 15 marzo 1990    |                 |
| 16 | Bound for Glory                         |                 | 22 marzo 1990    |                 |
| 17 | Justice Swerved                         |                 | 29 marzo 1990    |                 |
| 18 | Watts a Matter?                         |                 | 5 aprile 1990    |                 |
| 19 | Bang... Zoom... Zap                     |                 | 26 aprile 1990   |                 |
| 20 | Forgive Me Father, for I Have Sued      |                 | 3 maggio 1990    |                 |
| 21 | Outward Bound                           |                 | 10 maggio 1990   |                 |
| 22 | The Last Gasp                           |                 | 17 maggio 1990   |                 |